# Lille Hund
Lille Hund (Canis Minor) er et stjernebillede på den nordlige himmelkugle.